# St. Marien (Nöda)

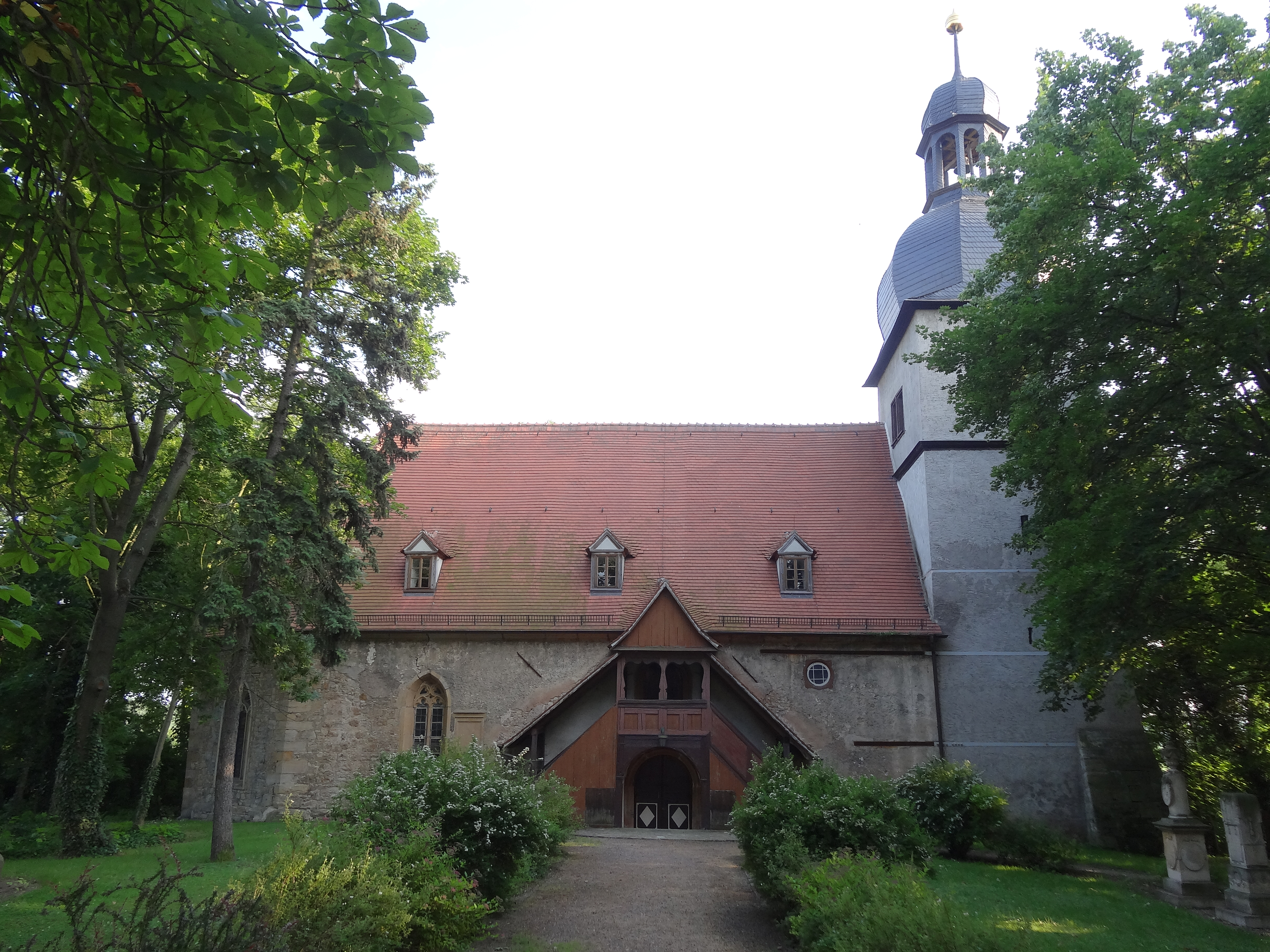
St. Marien

Die evangelisch-lutherische, denkmalgeschützte Dorfkirche St. Marien steht in Nöda, einer Gemeinde im Landkreis Sömmerda in Thüringen. Die Kirchengemeinde Nöda gehört ab 1. Januar 2012 dauerhaft zum Pfarrbereich Stotternheim im Kirchenkreis Apolda-Buttstädt der Evangelischen Kirche in Mitteldeutschland.

## Beschreibung
Die spätgotische Saalkirche steht laut Überlieferung auf dem Gelände eines früheren Klosters. Unter dem Altarraum befindet sich eine Gruft, in der die Kirchenpatrone beigesetzt wurden. Sie war ursprünglich die Krypta des kleinen Vorgängerbaus, der wegen Baufälligkeit abgerissen wurde. Ihre Steine wurden für den Aufbau des jetzigen Bauwerkes verwendet. Die Gruft wurde zunächst freigelegt und dann mit Bauschutt wieder zugeschüttet. 
Die Kirche wurde in Bruchsteinmauerwerk ausgeführt. Sie hat einen dreiseitigen Abschluss des Chors und einen südlich eingezogenen Kirchturm mit einer Höhe von ca. 30 m im Westen. 1472 wurde eine kleine Glocke aufgehängt, die 1869 durch die Gebrüder Ullrich umgegossen wurde. Eine weitere große Glocke hat 1518 Heinrich Ciegler aus Erfurt gegossen. 1917 mussten diese beiden Glocken für Rüstungszwecke abgenommen werden. 1925 wurden zwei neue Glocken in der Glockengießerei Christian Stoermer in Erfurt gegossen. Diese wurden am 13. Februar 1942 abgenommen. Es blieb lediglich ein Glöcklein auf dem Kirchturm. Am 10. Mai 1948 kehrte die große Glocke aus dem Glockenfriedhof Ilsenburg nach Nöda zurück. 
Das Langhaus hat zumeist Maßwerkfenster. Die rundbogigen Portale aus der Bauzeit sind z. T. vermauert, so der Kirchenausgang zur Gera. Das Satteldach des Langhauses hat sechs Dachgauben. An der Nordseite befindet sich ein doppelläufiger Aufgang zu den Emporen. Das Erdgeschoss im Turm hat ein Kreuzgratgewölbe. Das Kirchenschiff hat umlaufende doppelstöckige Emporen mit bemalten Brüstungen, darin Szenen aus dem Alten Testament und dem Neuen Testament mit Inschriften von 1659. Das Taufbecken von 1590 ist mit Beschlagwerk versehen. Porträtmalereien vom Anfang des 17. Jahrhunderts zeigen Martin Luther und Philipp Melanchthon. 
Die erste Orgel wurde 1733 angeschafft. Sie wurde von Louis Witzmann erneuert. Die heutige Orgel hat 21 Register, verteilt auf 2 Manuale und Pedal, und wurde um 1870 von Friedrich Wilhelm Holland gebaut.